# 5124 Muraoka
5124 Muraoka (1989 CW) là một tiểu hành tinh vành đai chính được phát hiện ngày 4 tháng 2 năm 1989 bởi T. Seki ở Geisei.